# Phokion Naoúm
Phokion Papa Naoúm (* 12. August 1875 in Leipzig; † 13. April 1950 in Leverkusen) war ein deutsch-griechischer Chemiker sowie bekannter Sprengstoffexperte, der mehrere Bergbausprengstoffe entwickelte.

## Leben
Naoúm war der Sohn des königlich griechischen Konsuls in Leipzig. Er besuchte die Höhere Bürgerschule und die Thomasschule zu Leipzig. Nach dem Abitur 1895  studierte er Chemie an der Universität Leipzig und wurde bei Johannes Wislicenus mit summa cum laude zum Dr. phil. promoviert.
Im Anschluss arbeitete er im Teerfarbenwerk Oehler in Offenbach. Er war ab 1900 Mitarbeiter der staatlichen rumänischen Pulverfabrik bei Bukarest. Vom 1. April 1903 an war er Mitarbeiter der Dynamit AG, vormals Alfred Nobel & Co. (DAG). Zunächst arbeitete er bis 1909 in der Dynamitfabrik Krümmel in Geesthacht, danach in der Zentrale in Hamburg. Ab Oktober 1914 war er Leiter des wissenschaftlichen Laboratoriums in Schlebusch-Manfort bei Köln.
Er war Mitglied des Vereins Deutscher Chemiker (VDCh).

## Erfindungen
Naoúm entwickelte unter anderem eine Reihe von schlagwetter- und kohlenstaubsicheren sowie ungefrierbaren und handhabungssicheren Sprengstoffen. Im Jahr 1919 entwickelte er den Wettersprengstoff Nobelit, der mit Calciumnitrat-Lösung versetzt wurde. Er entwickelte Sprengstoffe, bei denen jede einzelne Sprengpatrone mit einem Schutzmantel von flammtötenden Stoffen umhüllt ist. Dieser Mantelsprengstoff ist wegen seiner niedrigen Explosionstemperatur von unter 500 °C  nicht befähigt, Methan-Luft-Gemische zu zünden, wodurch die Arbeitssicherheit bei unterirdischen Sprengarbeiten im Bergbau deutlich verbessert werden konnte. 1904 etablierte er das Dinitrochlorhydrin, welches 1930 durch das Nitroglycerin verdrängt wurde. Sein Gelatine-Donarit und Ammongelit wurde zum wichtigen Gesteinssprengstoff.

## Schriften (Auswahl)

### Monographien
- Über Umlagerungen der stereoisomeren Dibenzalbernsteinsäuren und [Alpha]-Benzal-[Gamma]-Diphenylitaconsäuren. Metzger, Leipzig 1899. (= zugleich Dissertation, Universität Leipzig 1899)
- Nitroglycerin und Nitroglycerinsprengstoffe (Dynamite) mit besonderer Berücksichtigung der dem Nitroglycerin verwandten und homologen Salpetersäureester. Springer-Verlag, Berlin 1924.
- Schieß- und Sprengstoffe. Verlag Theodor Steinkopff, Dresden und Leipzig 1927.

### Aufsätze
- Die Dibenzalbernsteinsäure. In: Berichte der deutschen chemischen Gesellschaft 37 (1904) 2, 2240–2249. doi:10.1002/cber.190403702160 (gemeinsam mit Hans Stobbe)
- Die Bedeutung des Nitroglycerins für die Sprengstofftechnik. In: Zeitschrift für anorganische Chemie 35 (1922) 67, 461–465. doi:10.1002/ange.19220356702
- Die Industrie des Nitroglycerins seit der Jahrhundertwende. In: Zeitschrift für anorganische Chemie 36 (1923) 11, 67–71. doi:10.1002/ange.19230361103
- Die Wettersprengstoffe. In: Zeitschrift für anorganische Chemie 40 (1927) 46, 1351–1359. doi:10.1002/ange.19270404602

### Rezensionen
- Zur Frage der Handhabungssicherheit der Chloratsprengstoffe. Von Adolf Offermann und Max Voigt, Deutsches Verlags-Institut, Berlin 1934. In: Angewandte Chemie 47 (1934) 43, 739. doi:10.1002/ange.19340474316
- Sprengstoffstudien. Von Alfred Stettbacher. Verlag Wilhelm Pansegrau, Berlin 1935. In: Angewandte Chemie 49 (1936) 3, 83. doi:10.1002/ange.19360490322
- Untersuchung über das Sprengkulturverfahren. Von Karl Wolfgang Weiß. Erste Folge, Beuth Verlag, Berlin 1936 (= Schriften des Reichskuratoriums für Technik in der Landwirtschaft). In: Angewandte Chemie 50 (1937) 16, 303. doi:10.1002/ange.19370501615
- Sprengstoffe und Zündmittel, mit besonderer Berücksichtigung der Sprengarbeit unter Tage. Von Carl Beyling und Karl Drekopf. Verlag Julius Springer, Berlin 1936. In: Angewandte Chemie 50 (1937) 8, 169. doi:10.1002/ange.19370500812
- Chemie des Waffen- und Maschinenwesens. Von Siegfried Paarmann. 2. Auflage, Springer-Verlag, Berlin 1940. In: Angewandte Chemie 54 (1941) 5, 93. doi:10.1002/ange.19410540512
- Schieß- und Sprengstoffe und die Männer, die sie schufen. Von Günther Bugge, Franckh’sche Verlagshandlung, Stuttgart 1942. In: Angewandte Chemie 56 (1943) 27–28, 192. doi:10.1002/ange.19430562706